# Giuseppe Crestadoro

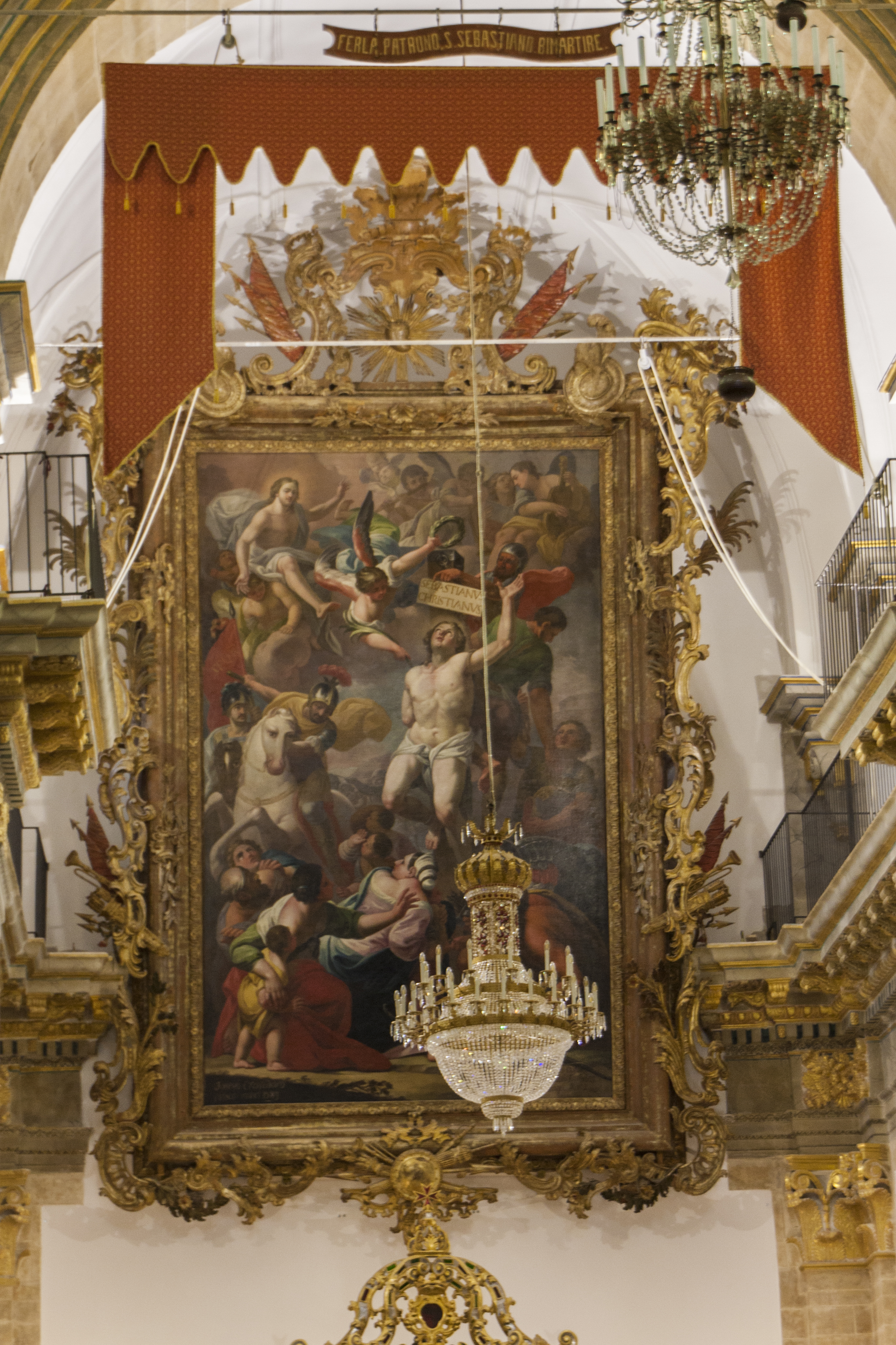
Martirio di San Sebastiano, Ferla.

Giuseppe Crestadoro, o Cristadoro (Palermo, 1711 – Messina, 1808), è stato un pittore italiano.

## Biografia
Figlio di un orafo palermitano, fu avviato da giovane come apprendista nella bottega di Vito d'Anna. Trasferitosi nel 1743 a Messina, restaurò gli affreschi di Letterio Paladino nella chiesa di Santa Barbara. Dopo le ricostruzioni avvenute col terremoto della Calabria meridionale del 1783 eseguì nuovi affreschi per il medesimo luogo di culto. Numerose le commissioni per affreschi e dipinti su tavola, soprattutto nella parte orientale dell'isola.
La maggior parte delle opere messinesi sono andate perdute in seguito al terremoto di Messina del 1908.

## Opere

### Agrigento e provincia
- 1785, Ciclo, affreschi raffiguranti scene della vita dell'Apostolo nella volta a botte e la Sacra Famiglia, opere presenti nella chiesa di San Pietro di Agrigento.
- XVIII secolo, opere documentate nel Collegio dei Filippini di Agrigento.

### Messina e provincia
Capizzi 
- XVIII secolo, San Giacomo alla Battaglia di Clavijo, affreschi, opere presenti nella volta del santuario San Giacomo Apostolo Maggiore.

 Ficarra 
- XVIII secolo, Ciclo, dipinti, opere documentate.[2]

 Messina 
- XVIII secolo, Sacra Famiglia e Sant'Antonio da Padova, dipinto, opera documentata nella chiesa di San Francesco di Paola.
- XVIII secolo, Sant'Anna, dipinto, opera documentata nella chiesa di San Francesco di Paola.[2]
- XVIII secolo, Cuore di Gesù, dipinto su tavola, opera documentata nella chiesa di Santa Teresa.[2]
- XVIII secolo, Ciclo, dipinti, opere documentate nella chiesa di Santa Teresa.[1]
- 1783 post, Ciclo, apparato decorativo, affreschi in sostituzione del preesistente ciclo di Michele Vecchio distrutto dal terremoto della Calabria meridionale del 1783, opere documentate nella chiesa del monastero della Concezione e dei Santi Carlo e Vincenzo Ferreri detto di «Santa Teresa ai Gentilmeni».
- XVIII secolo, Ciclo, dipinti, opere documentate nella chiesa di Santa Maria di Basicò.[1]
- XVIII secolo, Ciclo, dipinti, opere documentate nella Cappella di San Giuseppe della chiesa dei Padri Crociferi.[1]
- XVIII secolo, Ciclo, dipinti, opere documentate nella chiesa di Santa Barbara.[1]
- XVIII secolo, Immacolata, dipinto su tavola, opera documentata nella chiesa di San Filippo Neri.[2]

 Saponara 
- XVIII secolo, San Nicola e la Trinità, dipinto su tavola, opera custodita nel duomo di San Nicola.[2]
- XVIII secolo, Sacro Cuore di Gesù, dipinto su tavola, opera custodita nella sacrestia del duomo di San Nicola.[2]
- XVIII secolo, Ciclo, affresco del cappellone, opera documentata nel duomo di San Nicola.[2]

### Palermo e provincia
- 1796, Fede, Carità e Giustizia, affreschi allegorici, opere presenti nella chiesa della Badia di San Pietro di Gangi.
- XVIII secolo, Gloria del principe virtuoso, affresco, opera presente nella sala da ballo di Palazzo Ajutamicristo di Palermo.
- 1781, Storie di Sant'Antonio e la Vergine Maria, affreschi, opere presenti nella chiesa di Sant'Antonio Abate di Palermo.
- XVIII secolo, Ciclo, affreschi del soffitto, opere presenti nel Palazzo Canalotti di Palermo.
- XVIII secolo, Ciclo, affreschi del soffitto, opere presenti nella Villa Ajroldi di Palermo.
- XVIII secolo, Battesimo di Gesù, dipinto su tela, opera custodita nella Cappella del Battistero della cattedrale metropolitana primaziale della Santa Vergine Maria Assunta di Palermo.[3]
- XVIII secolo, San Giorgio in Gloria, affresco, opera realizzata nella volte a botte della chiesa di San Giorgio Megalomartire di Piana degli Albanesi.

### Ragusa e provincia
- 1783, Mosè riceve le Tavole della Legge, affresco, opera presente nella volta della sacrestia della basilica di Santa Maria Maggiore di Ispica.
- 1801, Trinità e angeli, dipinto su tela, opera custodita nella chiesa di San Giuseppe di Ragusa Ibla.

### Siracusa e provincia
Cassaro 
- XVIII secolo, Sant'Antonio Abate, olio su tela, opera presente nella chiesa di Sant'Antonio Abate.

 Ferla 
- 1789, Martirio di San Sebastiano, dipinto, opera presente nella chiesa di San Sebastiano.
- XVIII secolo, Ciclo con il Trionfo di Sant'Antonio nei quattro continenti della Terra, affreschi, opere presenti nella chiesa di Sant'Antonio.
- 1777, Predica di Sant'Antonio Abate, dipinto, opere presenti nella chiesa di Sant'Antonio.

 Palazzolo Acreide 
- 1802c., Ciclo, dipinti raffiguranti Battesimo di Gesù, Martirio di San Biagio, Battesimo di San Paolo, Santa Sofia, San Silvestro battezza Costantino, Anime Purganti, Conversione di San Paolo, la Beata Vergine degli Agonizzanti e l'Assunzione di Maria, opere presenti nella basilica di San Paolo.

 Siracusa 
- XVIII secolo, Ciclo, dipinti, opere documentate nella cattedrale metropolitana della Natività di Maria Santissima[2]
- 1777, Ciclo, affreschi della cupola autografi "Joseph Cristadoro Panus pinxit 1777", opere presenti nella chiesa di San Francesco.[2]
- 1783, Ciclo, affreschi, opere documentate nella chiesa del monastero di Santa Maria.[2]
- XVIII secolo, Ciclo, affreschi, opere documentate nella tribuna della chiesa dello Spirito Santo.[2]

 Sortino 
- XVIII secolo, Annunciazione, Incoronazione della Vergine, affreschi di tema mariano, opere presenti nelle volte della chiesa della Santissima Annunziata.

Chiesa di San Antonio Abate:
- 1778, Ciclo, affreschi raffiguranti Episodi Biblici;
- 1778, Glorificazione di Sant'Antonio Abate tra gli Angeli del Paradiso, dipinto su tela, attribuzione.

Duomo di San Giovanni Evangelista:
- XVIII secolo, Santissima Trinità e San Giovanni Evangelista raffigurato mentre tiene in mano il quarto vangelo (1777), San Luigi Gonzaga, San Filippo Neri (1779), dipinti su tela;
- XVIII secolo, Ciclo, affreschi raffiguranti l'Apocalisse di San Giovanni Evangelista, i Quattro Evangelisti, ed Episodi biblici: Trionfo della Verità sull'Errore, Arcangelo San Michele che scaccia Lucifero, Adamo ed Eva tentati dal Demonio, Trionfo del Santissimo Sacramento, Cacciata di Eliodoro.

- XVIII secolo, Ciclo, affreschi raffiguranti il Giudizio e Martirio di San Sebastiano e i Profeti dell'Antico Testamento, opere presenti nella chiesa di San Sebastiano.

### Opere oltre Stretto
- XVIII secolo, dipinto, opera documentata nella chiesa di Maria Santissima Ausiliatrice di Monteroni di Lecce.
- XVIII secolo, Assunzione, dipinto, opera custodita nella Cappella dell'Assunta del cattedrale metropolitana di Maria Santissima Assunta in Cielo di Reggio Calabria.